# Dotnuvos - Josvainių miškai
Dotnuvos - Josvainių miškai este o arie protejată (arie de protecție specială avifaunistică — SPA) din Lituania întinsă pe o suprafață de 5.781,86 ha, integral pe uscat.

## Localizare
Centrul sitului Dotnuvos - Josvainių miškai este situat la coordonatele 55°21′34″N 23°47′07″E / 55.3594°N 23.7853°E.

## Înființare
Situl Dotnuvos - Josvainių miškai a fost declarat arie de protecție specială avifaunistică în august 2006 pentru a proteja 12 specii de animale.

## Biodiversitate
Situată în ecoregiunea boreală, aria protejată nu include niciun habitat protejat.
La baza desemnării sitului se află mai multe specii protejate de  păsări (12): acvilă țipătoare mică (Aquila pomarina), cocoșul de mesteacăn (Bonasa bonasia), barză neagră (Ciconia nigra), erete cenușiu (Circus pygargus), ciocănitoare cu spate alb (Dendrocopos leucotos), ciocănitoarea de stejar (Dendrocopos medius), ciocănitoare neagră (Dryocopus martius), muscar (Ficedula parva), cocor (Grus grus), sfrâncioc roșiatic (Lanius collurio), viespar (Pernis apivorus), ciocănitoare verzuie (Picus canus).